# Unonopsis pacifica
Unonopsis pacifica är en kirimojaväxtart som beskrevs av Robert Elias Fries. Unonopsis pacifica ingår i släktet Unonopsis och familjen kirimojaväxter. Inga underarter finns listade i Catalogue of Life.